# Java Management Extensions
Управленческие расширения Java (англ.  Java Management Extensions, JMX) — технология Java, предназначенная для контроля и управления приложениями, системными объектами, устройствами (например, принтерами) и компьютерными сетями. Данные ресурсы представляются MBean-объектами (англ. Managed Bean, управляемый Java Bean). Для разработки приложений, использующих данную технологию, может применяться Java Dynamic Management Kit.
Предоставляемый интерфейс позволяет динамически управлять классами.

## Применение
JMX поддерживается различными программными продуктами:
- Серверами приложений: OpenCloud Rhino Application Server[1], JBoss, JOnAS, WebSphere Application Server, WebLogic, SAP NetWeaver Application Server, Oracle Application Server 10g и Sun Java System Application Server
- UnboundID Directory Server, Directory Proxy Server и Synchronization Server[2]
- Systems management tools that support the protocol include Empirix OneSight, GroundWork Monitor, Hyperic, HP OpenView, IBM Director, ITRS Geneos, Nimsoft NMS, OpenNMS[3], Zabbix, Zenoss, and Zyrion.
- Контейнерами сервлетов: Apache Tomcat[4] и Jetty
- MX4J[5]
- jManage — консоль JMX с сетевым интерфейсом и интерфейсом командной строки[6]
- MC4J — открытая графическая консоль для подключения к JMX серверам[7]
- snmpAdaptor4j — открытая утилита для доступа к MBean по протоколу SNMP[8]
- Cloudera